# Sciapus rectangularis
Sciapus rectangularis är en tvåvingeart som beskrevs av Octave Parent 1937. Sciapus rectangularis ingår i släktet Sciapus och familjen styltflugor. Inga underarter finns listade i Catalogue of Life.